# Сен-Лан-Грамон
Сен-Лан-Грамо́н, также Сен-Ланн-Грамон (фр. Saint-Lanne Gramont) — необитаемый остров, четвёртый по величине остров архипелага Кергелен.

## География
Остров расположен к северу от полуострова Географического Общества. Площадь острова составляет 45,8 км². Остров вытянут с севера на юг, его длина составляет около 13 км, а ширина — порядка 3 км.

## Флора и фауна
Международная организация BirdLife International признала остров Сен-Лан-Грамон (наряду с рядом близлежащих островов) ключевой орнитологической территорией, важной для морских птиц.